# Chelostoma grande
Chelostoma grande is een vliesvleugelig insect uit de familie Megachilidae. De wetenschappelijke naam van de soort is voor het eerst geldig gepubliceerd in 1852 door Nylander.